# Ратлам
Ратлам је град у Индији у држави Мадја Прадеш. Према незваничним резултатима пописа 2011. у граду је живело 264.810 становника.

## Становништво
Према незваничним резултатима пописа, у граду је 2011. живело 264.810 становника.
| 1991.   | 2001.   | 2011.   |
| ------- | ------- | ------- |
| 183.375 | 222.202 | 264.810 |